# Merrick (montagne)
Pour les articles homonymes, voir Merrick.
Le Merrick, Mearaig en gallois, est une montagne du Royaume-Uni située en Écosse et constituant le point culminant des Galloway Hills et plus largement des Southern Uplands, avec 843 mètres d'altitude.